# Calycellina
Calycellina is een geslacht van schimmels behorend tot de familie Pezizellaceae.  

## Soorten
Volgens Index Fungorum telt het geslacht 52 soorten (peildatum oktober 2023):
| Soortnaam                                         | Auteur(s)                             | Publicatiejaar |
| ------------------------------------------------- | ------------------------------------- | -------------- |
| Calycellina albida                                | (Grelet & Croz.) R. Galán & G. Moreno | 1985           |
| Calycellina angulata                              | Svrček                                | 1993           |
| Calycellina aspera                                | (Piroz. & Hodges) Rossman             | 2014           |
| Calycellina asperipila                            | (Svrček) Baral                        | 1989           |
| Calycellina bambusae                              | F. Ren & W.Y. Zhuang                  | 2016           |
| Calycellina calycelloides                         | Dennis & Spooner                      | 1993           |
| Calycellina camelliae                             | Dennis                                | 1971           |
| Calycellina caricina                              | Dennis                                | 1971           |
| Calycellina carolinensis                          | Nag Raj & W.B. Kendr.                 | 1975           |
| Calycellina chalarae                              | Svrček                                | 1992           |
| Calycellina chlorinella (Bleekgeel donsschijfje)  | (Ces.) Dennis                         | 1975           |
| Calycellina dennisii (Loofdonsschijfje)           | Raschle                               | 1979           |
| Calycellina ericae                                | Remler                                | 1980           |
| Calycellina fagina                                | (A.F.W. Schmidt & Arendh.) Baral      | 1985           |
| Calycellina guttulifera (Druppelend donsschijfje) | Svrček                                | 1989           |
| Calycellina hygrophila                            | Gamundí                               | 1987           |
| Calycellina ilicis                                | (Grelet) Baral                        | 1989           |
| Calycellina indumenticola (Wilgendonsschijfje)    | Graddon                               | 1974           |
| Calycellina juniperina                            | (K. Holm & L. Holm) Spooner           | 1984           |
| Calycellina lachnobrachya                         | (Desm.) Baral                         | 1985           |
| Calycellina lauri                                 | Dennis & Spooner                      | 1977           |
| Calycellina leucella                              | (P. Karst.) Dennis ex E. Müll.        | 1977           |
| Calycellina lunispora                             | (Velen.) Svrček                       | 1989           |
| Calycellina lutea                                 | (Raschle) Baral & P. Blank            | 1989           |
| Calycellina luzulae                               | (Velen.) Svrček                       | 1985           |
| Calycellina lycopodii                             | (Velen.) Svrček                       | 1985           |
| Calycellina microspis                             | (P. Karst.) Dennis                    | 1989           |
| Calycellina montana                               | Arendh. & R. Sharma                   | 1984           |
| Calycellina myriadea                              | (Mouton) Huhtinen                     | 1990           |
| Calycellina nemorosa                              | Svrček                                | 1993           |
| Calycellina nigrostipitata                        | (Svrček) Svrček                       | 1993           |
| Calycellina obscura                               | (Raitv.) Raitv.                       | 1991           |
| Calycellina ochracea (Molmdonsschijfje)           | (Grelet & Croz.) Dennis               | 1962           |
| Calycellina operta                                | Svrček                                | 1993           |
| Calycellina osmundae                              | (Cooke & Ellis) Dennis                | 1964           |
| Calycellina phalaridis                            | (Lib. ex P. Karst.) Höhn.             | 1918           |
| Calycellina populina (Populierendonsschijfje)     | (Fuckel) Höhn.                        | 1918           |
| Calycellina praetermissa                          | Svrček                                | 1993           |
| Calycellina pseudopuberula                        | (Graddon) Baral                       | 1993           |
| Calycellina pulviscula                            | (Cooke) Dennis                        | 1964           |
| Calycellina punctata (Heldergeel donsschijfje)    | (Fr.) Lowen & Dumont                  | 1984           |
| Calycellina rivelinensis                          | Dennis                                | 1971           |
| Calycellina rosae                                 | (Raitv.) Raitv.                       | 1993           |
| Calycellina rubescens                             | (Mouton) Van Vooren                   | 2005           |
| Calycellina sadleriae                             | (F. Stevens & P.A. Young) Dennis      | 1964           |
| Calycellina separabilis                           | (P. Karst.) Baral                     | 2020           |
| Calycellina sorido-pulvinata                      | Svrček                                | 1989           |
| Calycellina spiraeae (Spireadonsschijfje)         | (Sacc.) Dennis                        | 1964           |
| Calycellina thindii                               | Arendh. & R. Sharma                   | 1984           |
| Calycellina ulmariae                              | (Lasch) Korf                          | 1982           |
| Calycellina unicellularis                         | F. Ren & W.Y. Zhuang                  | 2016           |
| Calycellina viridiflavescens                      | (Rehm) Raitv.                         | 1991           |